# 哪吒

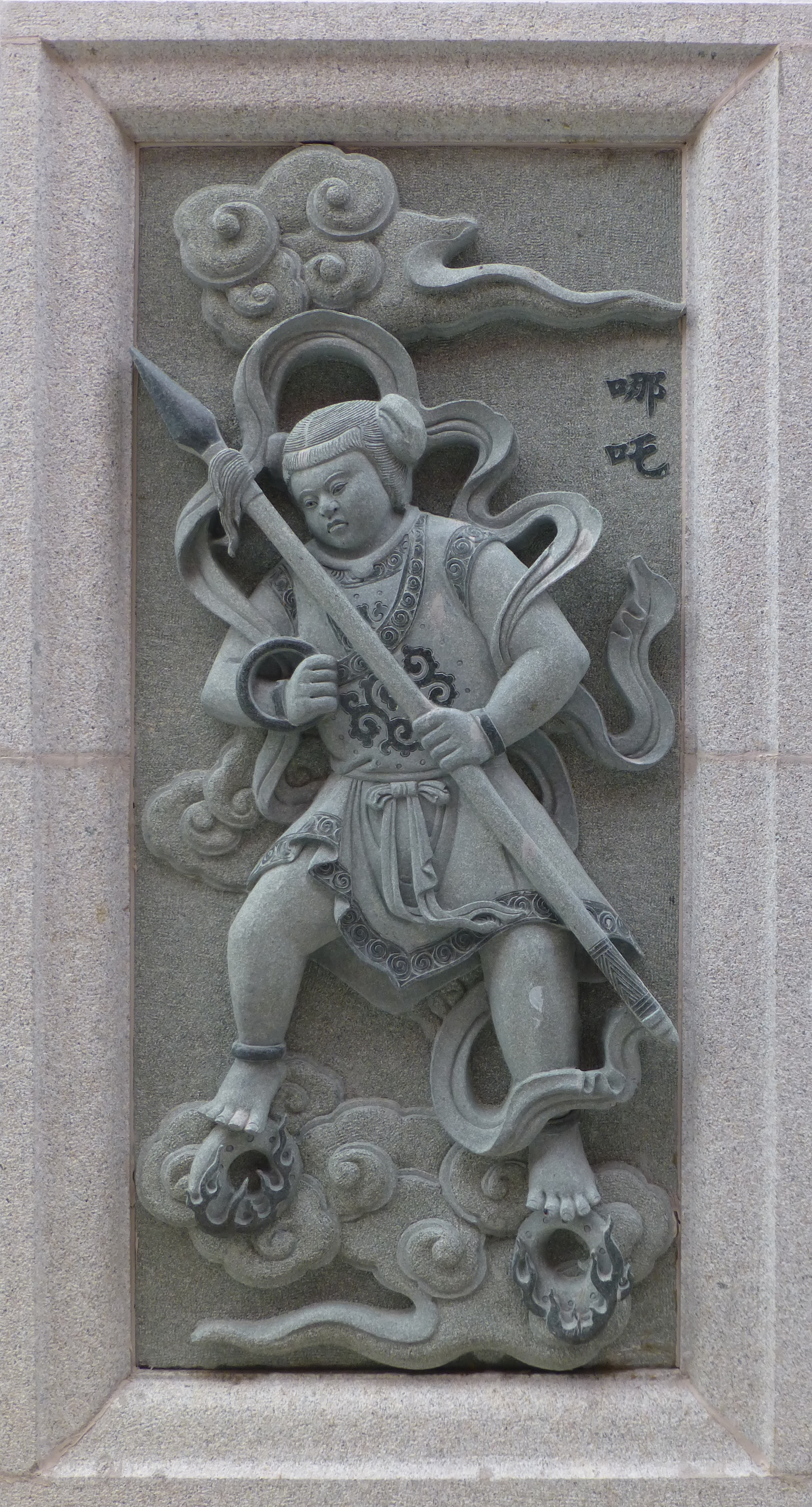
哪吒的廟宇壁像

哪吒，又作那吒，是中國神話人物，在道教有重要地位，又在《西遊記》、《封神演義》等文學作品出現。在民間傳說中，哪吒是托塔天王李靖的兒子。

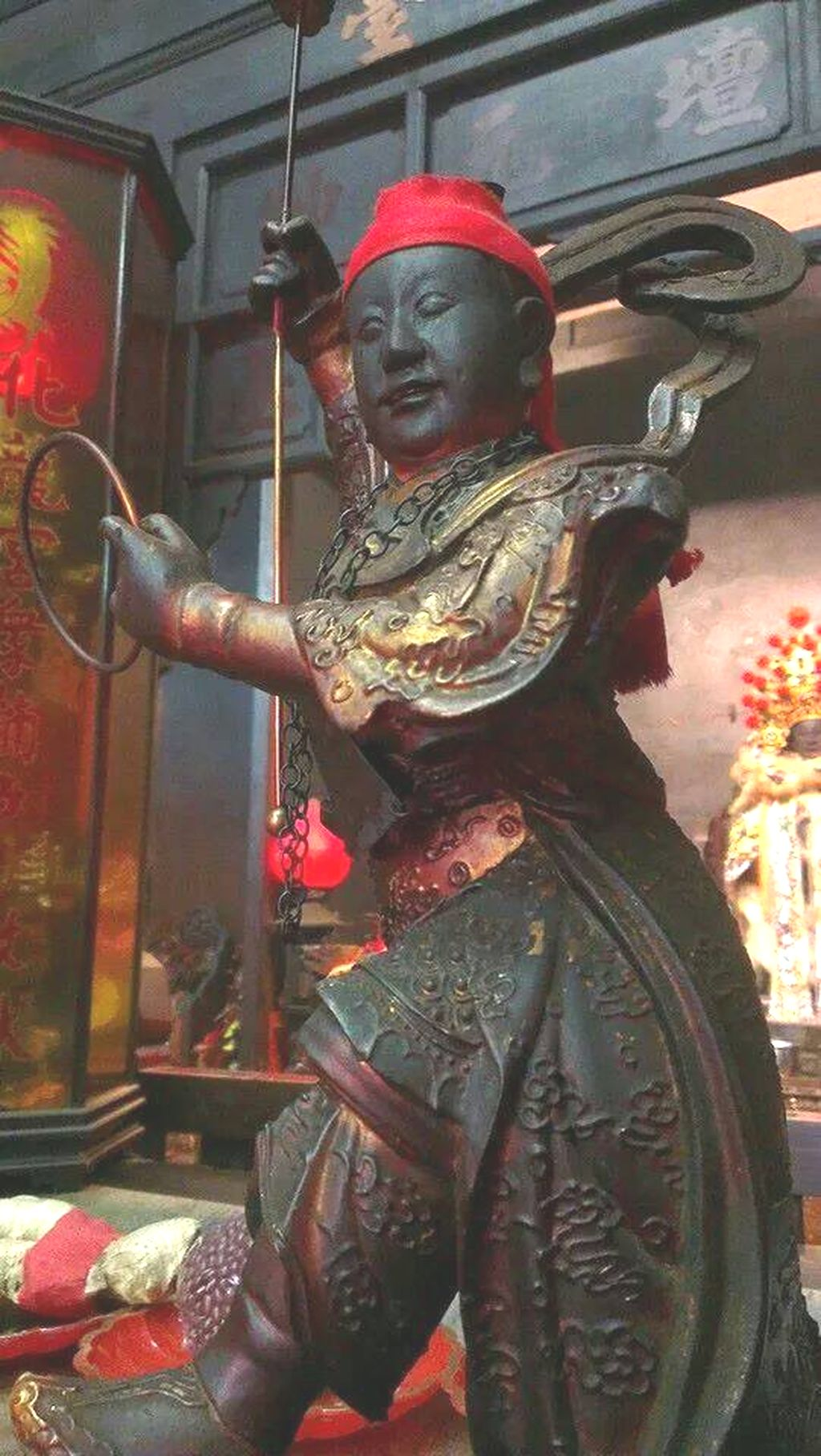
高雄龍水港化龍宮哪吒神像

## 名稱與尊號

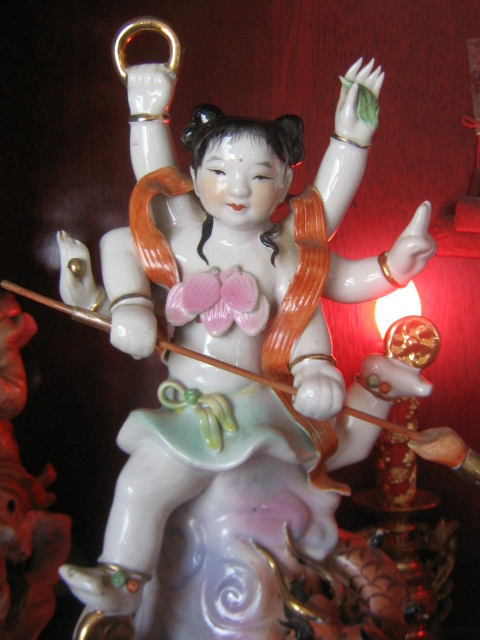
哪吒（三太子）瓷像。

通稱哪吒太子，道教的頭銜為中壇元帥、李元帥、太子爺、哪吒太子、三太子、哪吒公、太子元帥、火轮天王、通天太師、威靈顯赫大將軍、三壇海會大神等。 中國大陸《现代汉语词典》標音爲。臺灣《重編國語辭典修訂本》標音爲，並註北平音。
哪吒在《西遊記》、《封神演義》中稱為哪吒。哪吒登場的相關主要文献和在其中的名稱：
- 哪吒：《封神演義》、《西遊記》、《西遊記雜劇》、《宝诰大全》、《中壇元帥降魔真經》
- 那吒：《毘沙門儀軌》、《尊容鈔》、《三教源流搜神大全》、《北方毗沙門天王隨軍護法儀軌》、《北方毗沙門天王隨軍護法真言]]》、《佛說最上祕密那拏天經》、《毗沙門儀軌》、《佛說北方毗沙門天王甘露太子那吒俱伐羅秘藏王隨心如意救護眾生根本陀羅尼》等。

## 道教
現在的道教中，哪吒姓李，父親是托塔李天王，上有二兄金吒、木吒，排行第三。也是玉皇大帝手下的主要將領之一，統帥五營神兵，是華人崇敬的神靈，出現於許多民間故事中，也出現在明代的神魔小說《西遊記》、《封神演義》等多部文學作品中，但《封神演義》將其改為太乙真人弟子。
宋朝時就已經有「那吒」為道教護法神的故事，宋洪邁《夷堅志》中記載茅山道士以「那吒火球咒」來擊退石精的故事，「值黑物如鐘，從林間出。知為石精，遂持哪吒火球咒，俄而見火球自身出，與黑塊相擊。」
到了明代，道教《三教源流搜神大全》稱哪吒本是玉皇大帝駕下大羅金仙，投胎為托塔天王李靖之子，因不慎殺了龍神。哪吒為了不連累親人而自盡，靈魂向世尊釋迦牟尼求救；世尊以蓮花將他復活，還傳給他各種法術。哪吒大施法力，降妖伏魔，成為佛家的通天太師、威靈顯赫大將軍。玉皇大帝也封他為三十六天將中的第一總領使。
小說《封神演義》與《西遊記》基本上以《三教源流搜神大全》故事為主，又加以發揮，之後哪吒廣泛受到中國民間信仰的尊崇。

## 民間信仰
俗文學中，形象主要出自傳奇、說書，結合了佛教、道教說法，認為哪吒是北俱蘆洲毘沙宮輪轉聖王李靖之子。

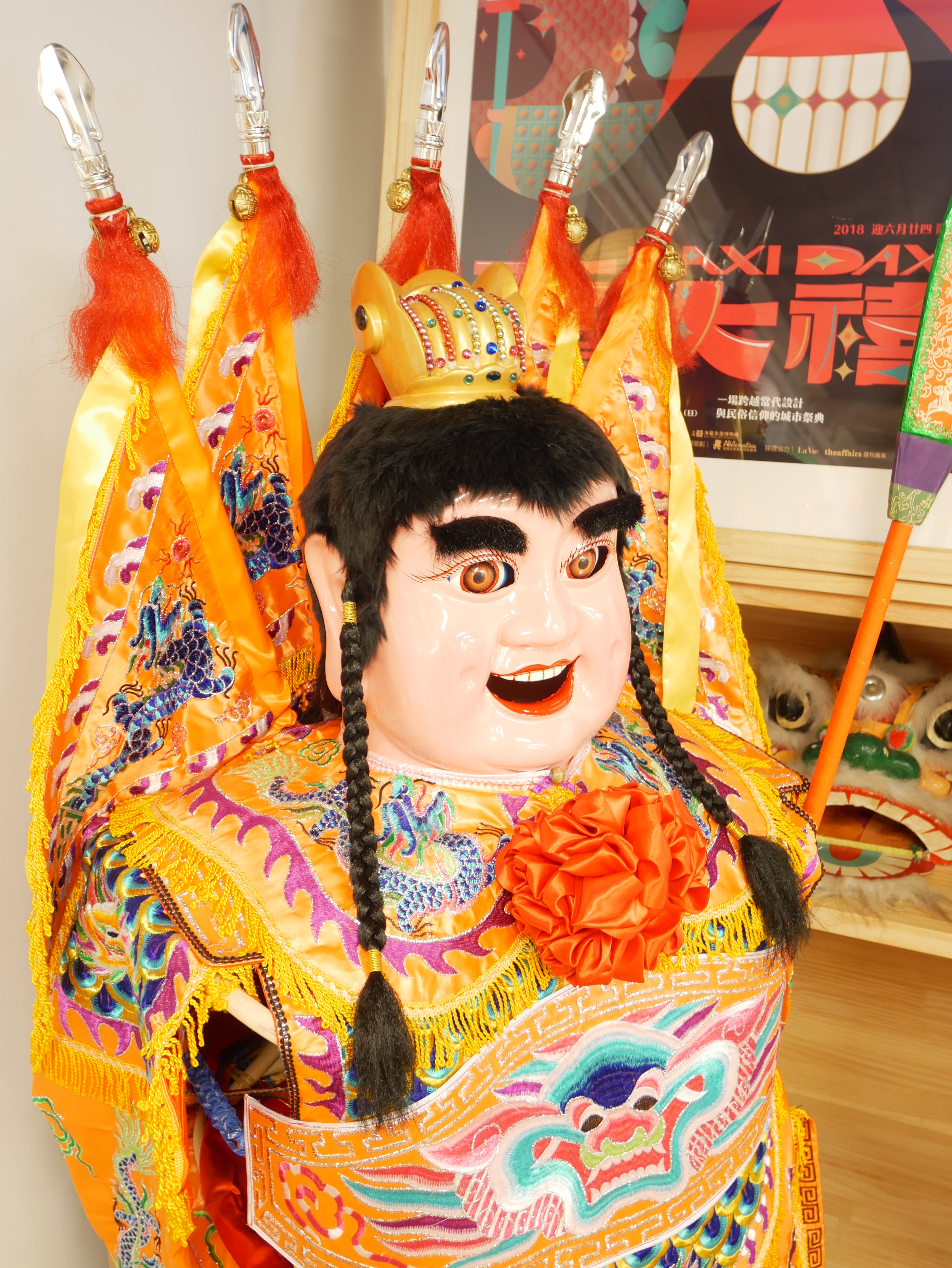
持關刀哪吒神將，桃園市大溪區興和里（大嵙崁）

- 哪吒在多數廟宇為五營神將之領導者，統領兵將兵馬鎮守寺廟及村莊四方，多在廟宇居中位置，故稱中壇元帥。
- 傳說哪吒腳踏風火輪，行動非常便捷，故許多職業駕駛人，如貨車、計程車、遊覽車等職業駕駛，往往奉其為守護神，並放置一尊小型的哪吒像於車上，祈求行車平安順利。[5]
- 2009年高雄世界運動會開幕式、2009年臺北聽障奧運會分別請到臺灣的電音三太子與Q版三太子表演節目，傳統臺灣民間信仰躍上國際舞臺。

### 紀念日
哪吒的紀念日依照各地文化不同，有多種說法，其中以九月初九生日、五月十八成道日較有慶典。廣東人則多以成道日作為其官方生日祭拜之。

## 文學

### 西遊記

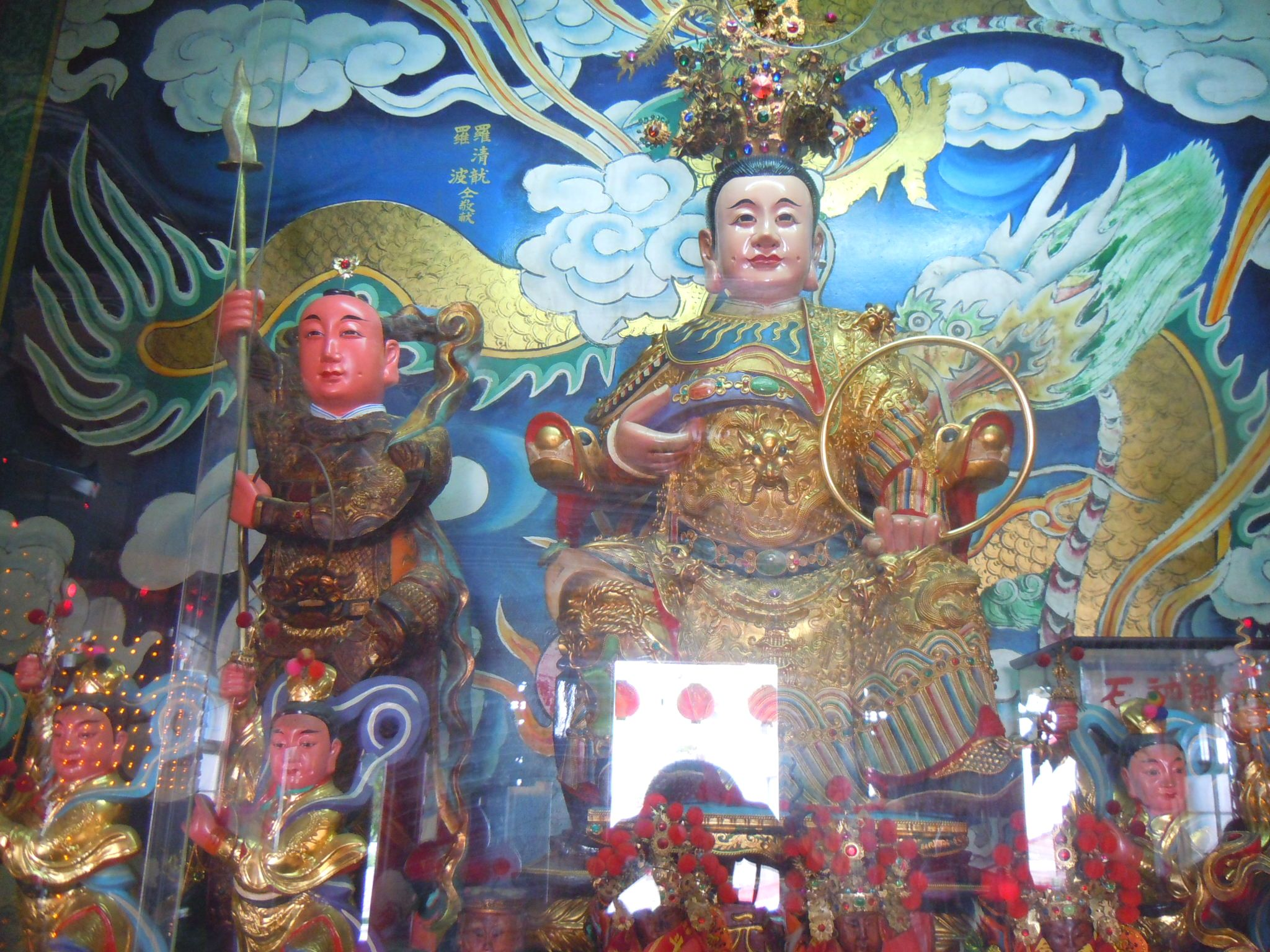
臺中市大雅建興宮中壇太子元帥寶像

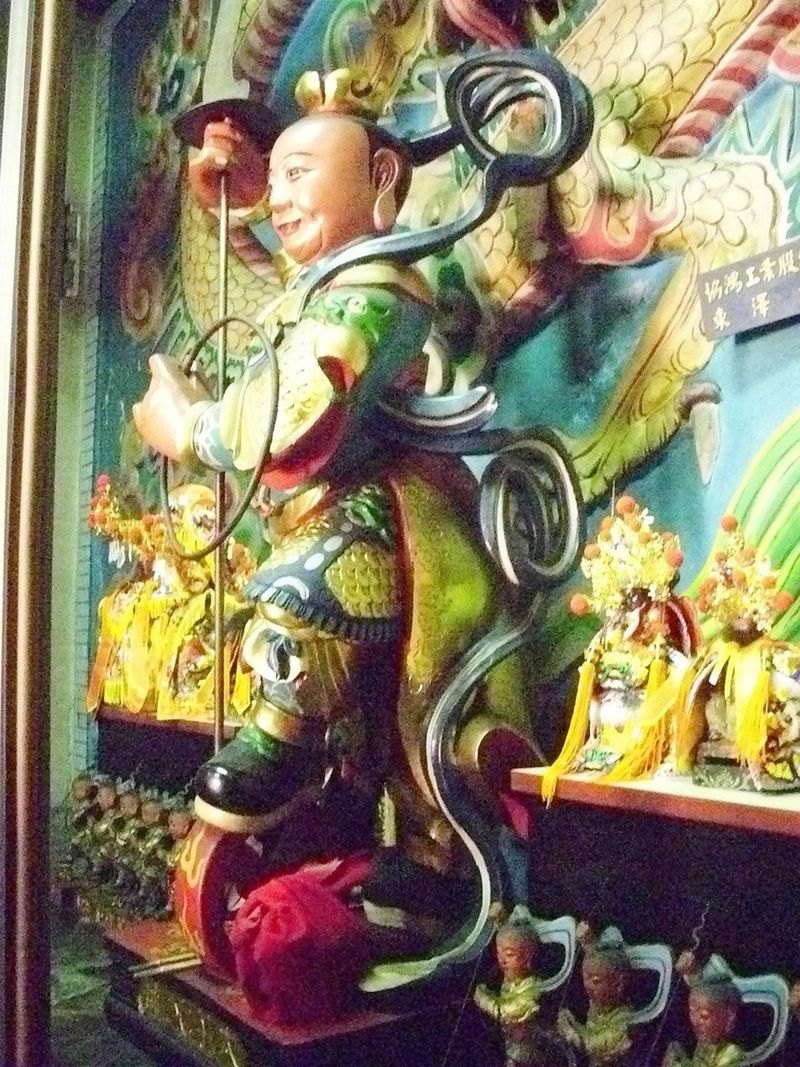
臺中市西屯區八張犁廣興宮鎮殿太子元帥聖像

哪吒三太子的出身，在《西游记》的說法中，與《封神演義》大致相通。哪吒因大鬧龍宮、捉殺神龍和猛火燒死石磯娘娘，選擇自盡，以免父累，最後又以蓮花化身，恢復了生命。但在《封神演義》中，幫助哪吒蓮花化身者是太乙真人，在《西遊記》中則是如來佛。

《西游记》八十三回記載哪吒為托塔天王李靖的第三個兒子，金吒、木叉的弟弟，另有一妹貞英。
天王生此子時，他左手掌上有個哪字，右手掌上有個吒字，故名哪吒。這太子三朝兒就下海淨身闖禍，踏倒水晶宮，捉住蛟龍要抽筋為絛子。天王知道，恐生後患，欲殺之。哪吒憤怒，將刀在手，割肉還母，剔骨還父，還了父精母血，一點靈魂，徑到西方極樂世界告佛。佛正與眾菩薩講經，只聞得幢幡寶蓋有人叫道救命！佛慧眼一看，知是哪吒之魂，即將碧藕為骨，荷葉為衣，念動「起死回生真言」。哪吒遂得了性命，運用神力，法降九十六洞妖魔，神通廣大，後來，要殺天王報那剔骨之仇。天王無奈，告求我佛如來，如來『以和為尚』，賜他一座玲瓏剔透舍利子如意黃金寶塔。那塔上層層有佛，豔豔光明，喚哪吒三太子以佛為父，解釋了冤仇。所以稱為托塔李天王者，此也。
哪吒是個勇猛的年輕神祇，常與其父親托塔李天王同時出現。孙悟空不满玉帝授予其“弼马温”的管馬小官，一怒之下杀出天界，回到花果山，自封“齐天大圣”。玉帝闻之，命哪吒与其父托塔李天王一同，奉旨前去花果山讨伐桀骜不驯的孙悟空。这是哪吒三太子在《西游记》中的第一次出现。

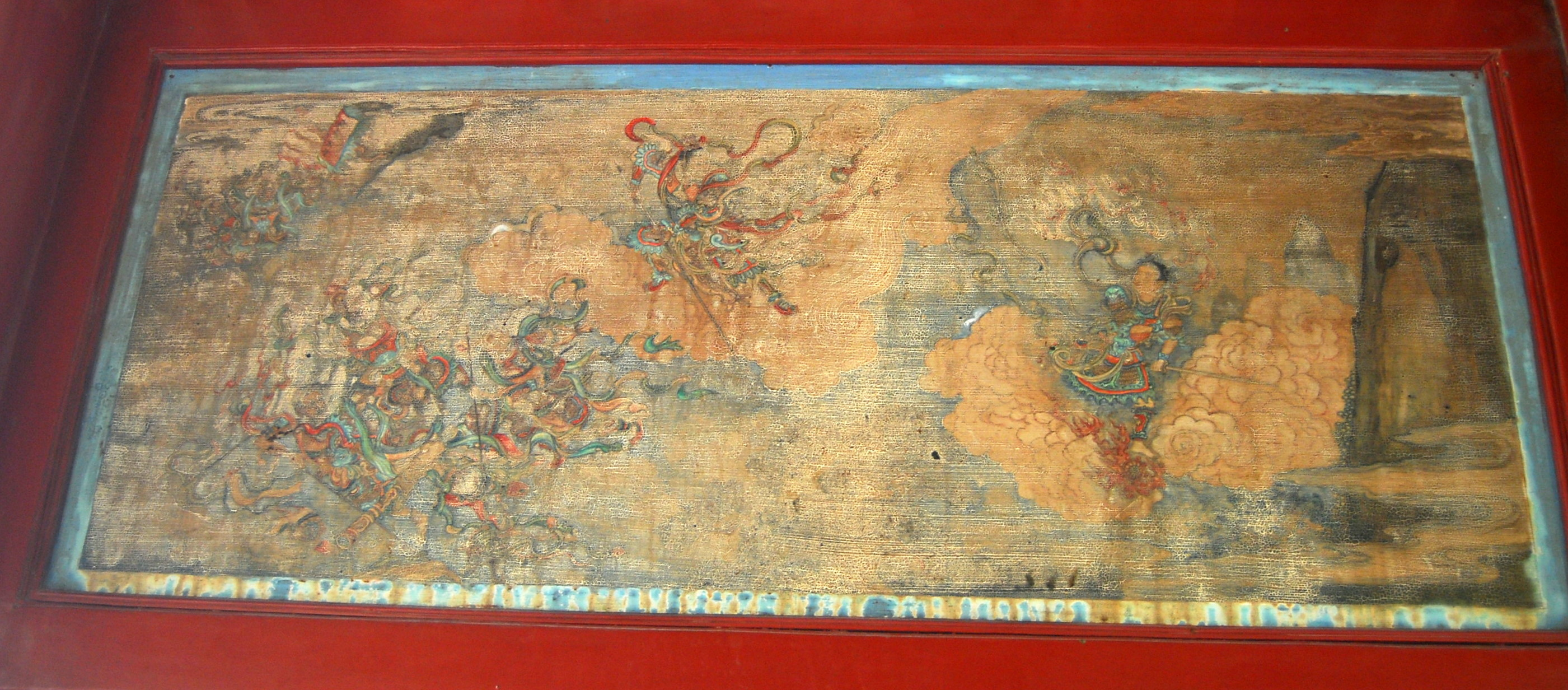
颐和园长廊彩绘描绘的孙悟空与哪吒大战的场景。

先锋官巨灵神与齊天大聖孙悟空未战到三回合，便被齊天大聖孙悟空击败。哪吒三太子见之大怒，冲上前去化身三头六臂，与悟空对战。孙悟空不甘示弱，同样化为三头六臂与哪吒大战三十多个回合，双方亦难分胜负。此时孙悟空偷偷拔下一根毫毛，化为本相，稳住哪吒，真身却绕到哪吒身后，偷袭得手。哪吒左臂负伤，负痛逃走。
讨伐未果之后，哪吒与李天王受到了玉帝的训斥。后悟空因天界蟠桃会未邀请自己而大闹天宫，逃回花果山。玉帝命哪吒与其父托塔李天王再次前去花果山讨伐悟空，哪吒与其父领十万天兵天将前去讨伐，然天兵天将俱为悟空所破，讨伐再次失败，而眾神用兵無功，又大鬧天官、踢八卦爐和發現大聖沒遭斬燒及劈死，最終請出佛祖，如來佛果然法力無邊，將這位齊天大聖以五指山制壓了五百年。
哪吒在《西游记》中的再次出场，是在其后孙悟空取经路上遇到独角兕大王时，孙悟空因金箍棒被独角兕大王的金刚圈吸走而求救于玉帝。孙悟空点李天王与哪吒并邓化、张蕃二雷公下界擒魔。下界后，李天王命哪吒出战。哪吒挥舞宝剑，化作三头六臂，妖魔也化作三头六臂。哪吒又施大力，抛出斩妖剑、斩妖刀、缚妖索、风火轮，漫天兵器向妖魔打去。然而，所有兵器均被独角兕大王的金刚圈所套去，哪吒与邓、张二雷公败下阵来。其后孙悟空潜入魔窟，偷取诸神的兵器。哪吒献策，建议趁妖魔锐气已挫，众神一起应战，便可胜利。然而，之后等独角兕大王再次出洞，众神所有的应战兵器再次被其金刚圈所取走。之后太上老君的出现才降伏了本是其青牛的妖怪。
在降伏牛魔王和白老鼠精的过程中，哪吒发挥了关键的作用。先是在降伏牛魔王时，其将风火轮套在了现出原形的牛魔王的牛角上，吹起真火配合其父李天王的照妖镜最终降伏了牛魔王。后来又是哪吒的提醒，使人认出了化身女妖、曾偷吃如来香花宝烛的白老鼠精的真实身份，確實為李天王的義女，并最终降伏了白老鼠精。

### 封神演義
《封神演義》中的哪吒三太子，殷商末年陳塘關（今天津，河南西峡）總兵李靖的第三個兒子，金吒、木吒的弟弟，是靈珠子投胎。母親懷孕三年六个月，生下一個肉球。李靖以為是妖怪，就用劍劈開，裡面的嬰兒正是哪吒三太子。後來仙人太乙真人收他為徒。一次哪吒三太子在陳塘關旁的東海玩水，和東海龍王的三太子敖丙起衝突，不但將其打死，還抽他的龍筋做為腰帶要送給李靖，而哪吒三太子還不慎將石磯娘娘之徒射死，太乙真人見後以護徒為由將其燒死。
龍王到陳塘關興師問罪。李靖因怕麻烦，想杀死其子哪吒。哪吒愤怒，割肉還母、剔骨還父，當場自戕。而後，哪吒以廟宇汲取人間香火，打算復活，卻被其父李靖阻撓而失敗，最後太乙真人只好用蓮花與蓮藕給哪吒造了一個新的肉體。复活后之哪吒对李靖之前的做法感到愤怒而希望复仇。李靖不敌，遇燃灯道人赠他按三十三天玲珑宝塔，并将哪吒困于该塔内，父子两人和好。
之后李靖与哪吒跟隨姜太公，協助武王克殷。哪吒憑著高強的武功和法寶（風火輪、乾坤圈、混天綾）多次立下奇功。更因為其是蓮花的化身，而不易受到世界或妖魔的各種毒害。

#### 兵器法宝
風火輪
中国章回小说《封神演义》中哪吒三太子的法器，由哪吒的师父太乙真人帮哪吒恢复人身后送给哪吒三太子的五宝之一，因为左轮生风，右轮喷火。可踏在脚下作为交通工具。上天入地，速度极快。
乾坤圈
《封神演義》中，為哪吒三太子出生時持有的兵器之一，曾用來殺死東海龍王的另一三太子敖丙。有強大殺傷力。也是哪吒恢复人身后，师父太乙真人传授给哪吒的五宝之一。金色大镯子，会变化，可大可小，投掷攻击，力量巨大，百发百中。金刚般坚硬。
混天綾
《封神演義》中，是太乙真人的法寶，即為太子神像所被掛之飄帶、相傳仙人需披上天綾才能在天空中飛翔，之後送给灵珠子（哪吒）作为助周灭商的宝贝。哪吒在小说中用混天绫在海上搓洗一下就让龙宫震荡不安，引来巡海夜叉以及一系列后来的纷争。自从那一幕後它就再没出场过。而《封神》附錄中，七尺二寸混天绫，哪吒八宝之一，會自动捆绑敌人，即使剪断了也能自动修复。（大概等同高级捆仙索之类的东西）
火尖槍
《封神演義》中，火尖槍是哪吒三太子使用的一種武器，槍身一丈八長，共有兩挺，為太乙真人所授。在《西遊記》中，紅孩兒也以火尖槍為兵器。
金砖
纯金打造，砖形，投掷攻击敌人。
九龙神火罩
《封神演義》中的一件道門法宝，元始天尊的法宝，后授予其弟子太乙真人，再由太乙真人授予弟子哪吒三太子。罩内有九条火龙，火龙喷出来的火是三昧真火，可以把妖精烧成原型。曾經於戰爭中烧过石矶娘娘。
豹皮囊
《封神演義》中的一件道門法寶，這件寶物可以繫於腰際或胸前的囊袋，可以裝太乙真人所傳授的靈符秘訣和乾坤圈、混天綾、金磚一塊等兵器。

## 历史

### 名称
根据以色列學者夏维明的说法，哪吒名称来源于印度神话中《罗摩衍那》的夜叉王俱毗羅之子、罗刹王罗波那之侄，名叫那吒俱伐羅（或那拏天、那羅鳩婆，羅馬化：Nalakuvara）。通过佛经中译名变体而诞生的。从那羅鳩婆羅（Nalakuvara）變成了捺羅俱跋羅（中古漢語擬音：*Nɑtlɑki̯ubʱuɑtlɑ），再變成那吒矩韈囉（中古漢語擬音：*Nɑȶaki̯umi̯wɐtlɑ），再略成那吒（中古漢語擬音：*Nɑȶa）。夏维明还指出，毗沙門天王与唐朝将军李靖有某种联系。 《康熙字典》《辭海》的記載說“哪”指儺，本意是「扶正祛邪」。 

### 佛教
《大佛頂如來密因修證了義諸菩薩萬行首楞嚴經要解》解云：「四天王，臣於帝釋，統領世界。四天太子，即那吒之類，能驅鬼神。」
宋代《太平廣記》中記載「那吒」護衛僧人與獻佛牙的故事，日本《入唐求法巡礼行记》也記載了此事。禪宗也有「那吒」將骨肉還與父母，以蓮花化身的傳說，這時那吒故事已在中國民間流傳。

### 文學
《宋元南戲》記載：“八臂哪吒渾不怕。”《唐朝開國演義》記載：“哪吒八臂降諸怪，七耀星官混紫宸。” 《秦王傳奇》記載：「天王下世伏群魔，哪吒臨凡降百怪。」《三刻拍案驚奇》記載：「威風凜凜似哪吒，怪物見時驚嚇。」《《南海觀世音菩薩出身修行傳·二十六回》記載：「卻說如來鎖得獅像到殿，心中大怒，罵不絕口，吩咐哪吒：『解入召版地獄，壓他粉碎，永不赦除。』」 《唐三藏西遊釋厄傳》記載：「天王就聽其言，令那吒總兵出陣。」[137-139] 《靖江寶卷‧聖卷‧東岳寶卷》記載：「他師兄是誰？就是托塔李天王李靖之子，名叫哪吒。」 《南遊記》記載：「乃是昆沙宮天王李靖之子，名叫哪吒，此人神通廣大，法力無邊。」《西遊記》記載：「那名魔乃三壇海會大神，他出身時，曾降九十六洞妖魔]。 《封神演義》記載：「這位神聖下世，出在陳塘關，乃姜子牙先行官是也；靈珠化身。」 

#### 《封神演義》中相關故事的地理原形參考
天津市河西區的陳塘莊，因其與古籍記載和地理環境的高度契合，成為陳塘關所在地的「有力競爭者」。在經典神話小說《封神演義》中，北伯侯起兵取陳塘關的情節，為人們提供了關鍵線索。書中提及，陳塘關位於朝歌（今河南省北部淇縣）以北，而天津陳塘莊恰好處於這一方位，初步建立了兩者之間的聯繫。

## 相關廟宇

### 中國大陸

#### 四川省
- 江油市乾元山金光洞道觀：相傳為哪吒修行的地方。
- 江油市城塘關道觀：又名陳塘關，相傳為哪吒出生的地方。
- 江油市翠屏山道觀：相傳為哪吒重生的地方。
- 宜賓市翠屏山哪吒行宮：哪吒顯化神蹟之處。

#### 福建省
- 廈門市同安區后爐村大寮靈宮：始建於北宋。

#### 廣東省
- 惠州市惠陽區三太子宮：始建於清朝光緒年間。

### 香港
- 九龍深水埗三太子廟：又名三太子宮，清光緒廿四年（1898）由惠陽籍客家居民集資興建，是香港唯一供奉主神為哪吒三太子的廟宇。

### 澳門
- 大三巴哪吒廟：位於澳門大三巴牌坊右側，聖方濟各斜巷與茨林圍交界。
- 柿山哪咤古廟：位於澳門柿山。

### 臺灣

#### 台北市
- 社子島坤天亭

#### 新北市
- 樹林區元明宮
- 蘆洲區菁仔宅玉清宮
- 新莊保元宮
- 三重區鎮安廟

#### 桃園市
- 護國宮

#### 新竹市
- 東窯太子宮
- 新豐子元宮

#### 臺中市
- 梧棲八張犁益順宮
- 大里草湖太子宮
- 清水 橋頭里聖德堂

#### 彰化縣
- 二水桃山廟
- 埔心詩陽宮

#### 雲林縣
- 西螺正興宮
- 土庫官埔太子宮
- 虎尾下竹圍太子宮

#### 嘉義縣
- 中埔福正忠太子宮
- 太保水牛厝太子宮
- 鹿草後堀太子宮
- 朴子內厝龍樹亭
- 朴子吳竹子腳大發寺
- 朴子苦瓜寮玉皇帝都殿
- 布袋後寮東宮廟
- 布袋魍港太子宮

#### 嘉義市
- 南天門太子行宮
- 富南宮

#### 台南市
- 新營太子宮
- 麻豆太子宮
- 佳里太子宮
- 中營慶福宮
- 頂太子沙淘宮
- 下太子昆沙宮
- 新化太子宮
- 仁德明直宮
- 仁德竿林墘清寧太子宮
- 紅蝦港中太宮
- 南化北平尖山太子宮
- 南化茅埔太子宮
- 南化湘仔埔太子宮
- 白河詔安厝保安宮

#### 高雄市
- 龍水港化龍宮
- 覆鼎金保安宮
- 三塊厝三鳳宮
- 北鼓山海安宮
- 左營天府宮

(以上為市區主要的五間百年太子廟，共同點是廟前都有河川或湖泊，分別鎮守中東南西北五個方位。)
- 大寮山仔頂中保亭
- 燕巢過鞍明山宮
- 梓官茄苳坑嘉隆宮
- 仁武竹仔門保安宮
- 仁武后太宮

#### 宜蘭縣
- 礁溪德陽宮
- 過嶺保安宮

#### 澎湖縣
- 大赤崁龍德宮：位於白沙鄉赤崁村，主祀哪吒三太子爺。主神三太子爺降駕站轎珠頂威震全臺。 1685年臺灣首任知府蔣毓英著臺灣府志，澎湖赤崁有太子廟。聖誕日農曆五月廿三日。
- 前寮太子殿：位於馬公市前寮里。

#### 金門縣
- 東沙尾蓮山宮
- 高坑澤峰宮

#### 連江縣
- 北竿鄉坂里境玉皇廟(廟額「玉皇廟李哪吒三太子」，是馬祖列島唯一供奉主神為哪吒三太子的廟宇。

### 马来西亚

#### 槟城
- 天灵坛
- 灵海殿
- 献义坛
- 玉封进福宫
- 中元宫
- 鱼池南天宫
- 青凤坛
- 青草巷莲花殿
- 北海新芭底东海宫
- 北赖中坛宫
- 浮罗山背万福坛
- 北海南天池宫三太子
- 北海甘榜新芭西天坛
- 北海十九廊太子坛
- 信心殿
- 浮罗山背福灵坛
- 进宝宫
- 显灵坛
- 青莲坛
- 三条路东灵宫中坛元帅

#### 霹雳
- 太平马结律南天宫威灵坛
- 太平甘榜某央南天宫
- 太平甘榜某央善邻园莲花宫
- 太平庆明殿
- 太平十八丁紫云坛
- 太平马登中坛元帅

#### 马六甲
- 武吉波浪太子亭
- 哪吒宫
- 莲花宫

#### 雪兰莪
- 万津莲花宫
- 巴生莲亭寺
- 巴生河边路靔灵宫
- 巴生班达马兰咸水芭莲安宫
- 巴生港口莲安宫

#### 吉打
- 三圣慈善福利中心吉打三圣宫
- 凤宝殿

#### 吉隆坡
- 蕉赖十一支三仙宫

#### 柔佛
- 新山大学城仙佛宫

#### 砂拉越
- 古晋武梭忠心法坛

## 流行文化

### 影視
| 年份   | 地区     | 类型           | 作品                 | 演员           | 备注 |
| ------ | -------- | -------------- | -------------------- | -------------- | ---- |
| 1967   | 香港     | 电视剧         | 七彩封神榜           | 陈宝珠         |      |
| 1969   | 台湾     | 电影           | 封神榜               | 游龙           |      |
| 1974   | 香港     | 电影           | 哪吒                 | 傅聲           |      |
| 1981   | 香港     | 电视剧         | 封神榜               | 陈仪馨         |      |
| 1986   | 中国大陆 | 电视剧         | 西游记               | 艾金梅、杨斌   |      |
| 1986   | 香港     | 电视剧         | 哪吒                 | 方國珊         |      |
| 1990   | 中国大陆 | 电视剧         | 封神榜               | 何威           |      |
| 1994   | 台湾     | 电视剧         | 封神榜 哪吒传奇      | 陳子強         |      |
| 1996   | 香港     | 电视剧         | 西游记               | 何美钿         |      |
| 1997   | 台湾     | 电影           | 哪吒大战美猴王       | 释小龙         |      |
| 1998   | 香港     | 电视剧         | 西遊記（貳）         | 羅敏莊         |      |
| 1999   | 中国大陆 | 电视剧         | 西游记续集           | 朱琴、王威     |      |
| 1999   | 中国大陆 | 电视剧         | 莲花童子哪吒         | 曹骏           |      |
| 2000   | 中国大陆 | 电视剧         | 西游记后传           | 邱悦           |      |
| 2000   | 台湾     | 电视剧         | 封神榜               | 何建贤、谢静怡 |      |
| 2001   | 香港     | 电视剧         | 封神榜               | 陈浩民         |      |
| 2002   | 台湾     | 电视剧         | 齊天大聖孫悟空       | 林志穎         |      |
| 2004   | 中国大陆 | 电视剧         | 宝莲灯               | 张志超         |      |
| 2006   | 中国大陆 | 电视剧         | 传奇·幻想殷商        | 王宝强         |      |
| 2006   | 中国大陆 | 电视剧         | 封神榜               | 冼色麗、吴磊   |      |
| 2009   | 中国大陆 | 电视剧         | 封神榜Ⅱ              | 冼色麗         |      |
| 2009   | 中国大陆 | 电视剧         | 宝莲灯前传           | 宋祖儿         |      |
| 2010   | 中国大陆 | 电视剧         | 西遊記               | 罗永娟         |      |
| 2011   | 中国大陆 | 电视剧         | 西游记               | 马睿灏、马睿瀚 |      |
| 2014   | 中国大陆 | 电影           | 西遊記之大鬧天宮     | 鄭家星         |      |
| 2014   | 中国大陆 | 电视剧         | 封神英雄榜           | 张倬闻         |      |
| 2015   | 中国大陆 | 电视剧         | 封神英雄榜2          | 张倬闻         |      |
| 2015   | 中国大陆 | 电视剧         | 石敢当之雄峙天东     | 韩含           |      |
| 2016   | 中国大陆 | 电影           | 封神传奇             | 文章           |      |
| 2019   | 中国大陆 | 电视剧         | 封神演义             | 梁振伦         |      |
| 2019   | 中国大陆 | 电视剧         | 天真派：西游记       | 孟芷旭         |      |
| 2019   | 中国大陆 | 网络电影       | 新封神之哪吒闹海     | 谢苗           |      |
| 2020   | 中国大陆 | 電視劇         | 哪吒降妖記           | 蔣依依         |      |
| 2023   | 中国大陆 | 封神三部曲电影 | 封神第一部：朝歌风云 | 武亚凡         |      |
| 2025   | 中国大陆 | 封神三部曲电影 | 封神第二部：戰火西岐 | 武亚凡         |      |
| 待上映 | 中国大陆 | 封神三部曲电影 | 封神第三部           | 武亚凡         |      |
| 2024   | 中国大陆 | 网络電影       | 哪吒·魔童归来        | 陈翊瞳         |      |
| 禁播   | 中国大陆 | 電視劇         | 夢回朝歌             | 石悅安鑫       |      |
| 禁播   | 中国大陆 | 電視劇         | 哪吒與楊戩           | 王祖藍         |      |

### 音樂
- 閃靈樂團的音樂作品【天誅】中主角潘正源即為哪吒的乩身，在此曲MV中使用了3D動畫演出哪吒殺龍的故事。
- 時代少年團的音樂作品【哪吒】歌詞以哪吒為發想。

### 游戏
- 《王者荣耀》職業為戰士。
- 《Fate/Grand Order》在亚种特异点IV禁忌降临庭园：塞勒姆中以枪兵职阶登场，被設定成得太乙真人以蓮花精之姿復活時陰錯陽差由男性變為女性，其武器为“地飞爽灵：火尖枪”。
- 《戰甲神兵》：在此遊戲中的一名角色，譯為Nezha。
- 《無雙OROCHI系列》（光榮公司開發，宮坂俊藏配音）。
- 《黑神话：悟空》（游戏科学開發，第五章结尾动画）。

神話世紀：重述 女媧 英雄

### 动画
老夫子魔界夢戰記
- 《大闹天宫》（中国大陆动画电影，1961年）
- 《封神榜（日语：ドラゴン水滸伝）》（台湾动画电影，1975年）
- 《哪吒闹海》（中国大陆动画电影，1979年）
- 《哪吒》（中国大陆动画剧集，1995年）
- 《封神演义》（日本动画剧集，两部，1999年，2018年）
- 《封神榜传奇》（中国大陆动画剧集，1999年）
- 《西游记》（中国大陆动画剧集，1999年）
- 《哪吒传奇》（中国大陆动画剧集，2003年）
- 《奇幻龙宝》（中国大陆动画剧集，2011年）
- 《十万个冷笑话》（中国大陆动画剧集，2012年）
- 《夺宝幸运星3》（中国大陆动画剧集，2013年）
- 《西游记之大圣归来》（中国大陆动画电影，2015年）
- 《口水封神》（中国大陆动画剧集，2016年）
- 《武庚纪》（中国大陆动画剧集，2016年）
- 《我是哪吒》（中国大陆动画电影，2016年）
- 《最游记Reload Blast》（日本动画剧集，2017年）
- 《非人哉》（中国大陆动画剧集，2018年）
- 《哪吒之魔童降世》（中国大陆动画电影，2019年）
- 《罗小黑战记》（中国大陆动画电影，2019年）
- 《乐高悟空小侠》（丹麦、中国大陆、澳大利亚、日本合作动画剧集，2020年）
- 《新神榜：哪吒重生》（中国大陆动画电影，2021年）
- 《美影大乐园》（中国大陆动画剧集，2021年）
- 《哪吒之决战龙神》（中国大陆动画电影，2022年）
- 《哪吒：灵珠重生》（中国大陆动画电影，2022年）
- 《少年英雄小哪吒》（中国大陆动画剧集，2023年）
- 《我是哪吒2之英雄归来》（中国大陆动画电影，2023年）
- 《哪吒之魔童闹海》（中国大陆动画电影，2025年）

### 小說
- 《龙与地下铁》 马伯庸 著
- 《乩身》系列 星子 著

## 參閱
- 五營神將
- 毗沙門天
- 李靖
- 電音三太子

## 外部連結
- 李豐楙：〈從哪吒太子到中壇元帥：「中央─四方」思維下的護境象徵（页面存档备份，存于）〉。
- 二階堂善弘：〈哪吒太子考〉。